# Maurangsfjorden
60°6′27″N 6°9′57″Ø / 60.10750°N 6.16583°Ø
Maurangsfjorden (eller Maurangerfjorden) er en arm af Hardangerfjorden i Mauranger i Kvinnherad kommune i Vestland fylke i Norge. Fjorden er 12,5 kilometer lang, og går i østlig retning fra indløbet til fjordbunden ved  Flatebø, lige under vestsiden af Folgefonna. 
Den har indløb fra Sildafjorden, lige øst for Varaldsøy, mellem Maurangsneset og Ænes. Bygden Sunndal ligger på sydsiden af fjorden. Her deler fjorden sig i to grene som kaldes Austrepollen og Nordrepollen. Austrepollen går to kilometer mod øst til bygden Gjerde, mens Nordrepollen fortsætter fire kilometer mod nord til Flatebø. Fjordsiderne er stejle, og stiger op til 800-1.000 meter over havet.
Mauranger kraftværk har udløb i Austrepollen, og her munder også Folgefonntunnelen fra Odda ud. Tunnelen er en del af riksvei 551, som fortsætter langs sydsiden af fjorden. Fylkesvei 51 går fra Austrepollen og op langs østsiden af  Nordrepollen til Eikenes på nordsiden af fjorden.